# 北勝富士大輝

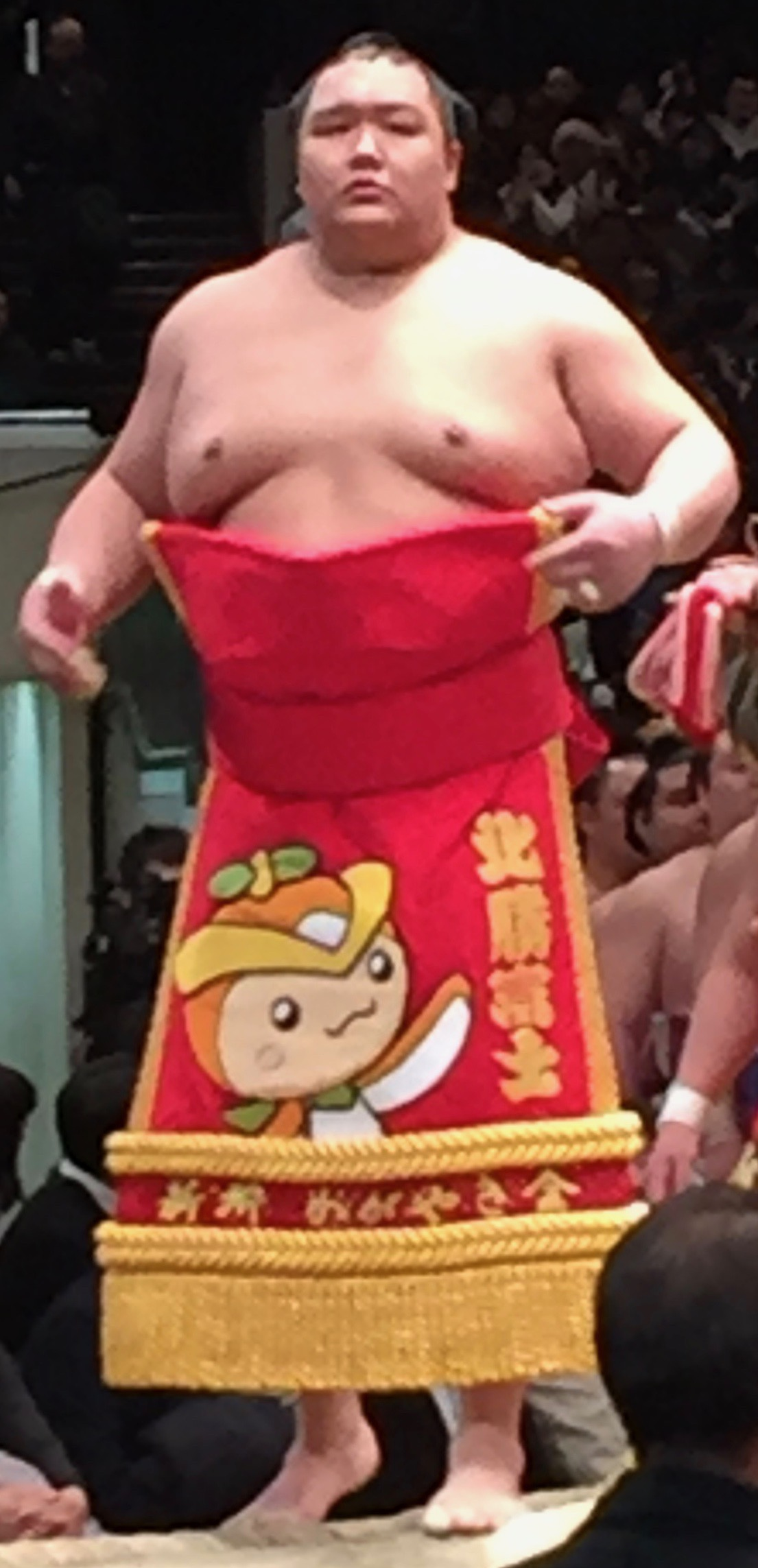
2017年攝

北勝富士大輝（1992年7月15日—），本名中村大輝，日本埼玉縣所澤市久米出身的退役大相撲力士，他在2015年3月初次比賽，在2016年11月升至幕內級，最高成績是西小結。他身高1.83米，重158公斤。所屬相撲部屋為八角部屋。

## 生涯
他是埼玉榮中學校的高中橫綱，在入讀日本體育大學已贏得了多個主要業餘冠軍。如果他在這兩年中進入專業相撲，他可一開始就進入較高級數，但他的父母希望他完成他的教育。相反，他在2015年3月初次亮相。之後迅速提升，在2016年7月到達十兩級，在9月以12-3的記錄贏得了十兩組冠軍。之後晉升至幕內級，並在2017年1月再次贏得了9次勝利。
在2017年7月的名古屋場所，曾在第一天和第二天分別打敗新大關高安晃和橫綱鶴龍力三郎。在2017年9月秋場所第4天比賽打敗了橫綱日馬富士公平